# L'assassino ha riservato nove poltrone
L'assassino ha riservato nove poltrone è un film italiano del 1974 diretto da Giuseppe Bennati.

## Trama
Patrick Davenant, con familiari e amici, visita un vecchio teatro chiuso da un secolo all'interno di una sua villa. Con loro c'è anche un uomo che conosce bene il teatro, che in realtà, poi scoprono, nessuno conosce e che appare e scompare. Il luogo gode di fama sinistra e presto gli ospiti iniziano a sospettare che vi aleggino forze e presenze non di questo mondo. Dopo aver scoperto di essere stati chiusi dentro il teatro senza possibilità di fuga, cominciano ad essere falcidiati uno dopo l'altro dalla mano di un omicida. Patrick, posseduto, cerca di uccidere la sua ex fidanzata Vivian, che si salva fortunosamente. Per questo si convince di essere lui l'assassino ma in realtà gli artefici sono stati i suoi figli che però poi, non riuscendo a uscire, cercano una via di fuga nelle segrete. Qui l'uomo misterioso, in realtà un fantasma, gli conferma che il luogo è maledetto e devono tutti morire; per le colpe di un antenato di Patrick come avevano sospettato. Improvvisamente si trovano murati. L'unica che si salva uscendo da un passaggio segreto è la donna che era stata lasciata da Patrick perché era una prostituta, Vivian.

## Produzione

### Riprese
Il film è stato girato quasi interamente a Fabriano nelle Marche. Il teatro dove si svolge il film è il teatro Gentile. Il parco nel quale, uscita da un passaggio segreto, Vivian troverà la salvezza a fine film è invece l'orto botanico di Roma.

### Distribuzione
Il film venne distribuito nelle sale cinematografiche italiane il 21 maggio 1974.

## Accoglienza

### Incassi
Il film incassò 427.544.000 lire dell'epoca.